# McCarthey Atlétikai Centrum
A McCarthey Atlétikai Centrum a Gonzaga Bulldogs sportlétesítménye a Washington állambeli Spokane-ben. Az arénát a 2003. áprilisi alapkőletételt követően 2004 novemberében adták át; névadói Philip és Thomas McCarthey, az egyetem egykori hallgatói és a The Salt Lake Tribune korábbi tulajdonosai.
A stadion a „New Kennel” becenevet viseli, mivel a korábbi baseballpálya (Charlotte Y. Martin Atlétikai Centrum) közismert beceneve a „Kennel”.
A létesítmény rendezvényhelyszínként is szolgál: zenészek (például a Death Cab for Cutie és Jay Sean), valamint humoristák (például Bill Cosby és Kevin Hart) is felléptek itt.

## Fordítás
- Ez a szócikk részben vagy egészben  a   McCarthey Athletic Center című angol Wikipédia-szócikk ezen változatának fordításán alapul.  Az eredeti cikk szerkesztőit annak laptörténete sorolja fel. Ez a jelzés csupán a megfogalmazás eredetét és a szerzői jogokat jelzi, nem szolgál a cikkben szereplő információk forrásmegjelöléseként.